# Bandiera della Catalogna
La bandiera della Catalogna, chiamata senyera (pronuncia /sɐˈɲeɾə/, traslitterata in spagnolo come señera), è un simbolo vessillologico formato da quattro fasce rosse su campo dorato che storicamente ha rappresentato la casa di Barcellona Conte di Barcellona e la monarchia della Corona d'Aragona; ancora oggi è utilizzata come bandiera in Catalogna e, con lievi varianti, nelle comunità autonome spagnole dell'Aragona, delle Isole Baleari e della Comunità Valenciana, nonché in vari territori che nel corso dei secoli fecero parte della Corona d'Aragona. Sono molti i comuni della Spagna il cui stemma è composto in parte dalla senyera.
Con una prima attestazione datata 1150, la senyera è una delle bandiere più antiche d'Europa, nonostante il suo uso non sia stato continuativo dal momento della sua creazione. La più antica bandiera di questo tipo giunta al giorno d'oggi è il Penó de la Conquesta, risalente alla conquista di Valencia nel 1238.

## Blasonatura
La blasonatura della senyera è: d'oro, alle quattro fasce di rosso.

## Origine
Secondo una leggenda del XIV secolo, la bandiera sarebbe originaria del IX secolo, ai tempi dell'assedio moro di Barcellona, quando il re Carlo il Calvo, in segno di gratitudine, tracciò con le sue dita insanguinate quattro righe rosse sullo scudo dorato di Goffredo il Villoso moribondo. Tale versione, che ebbe particolare fortuna ai tempi della Renaixença catalana, è oggi generalmente riconosciuta come un anacronismo (Carlo il Calvo morì vent'anni prima di Goffredo, nell'anno 877).
Un'altra ipotesi farebbe derivare la senyera dallo stemma della contea di Barcellona, in cui le fasce sono parimenti rosse e gialle, ma orientate in senso verticale, mentre secondo un'altra versione la bandiera ha mutuato gli antichi colori papali (che fino al 1808 erano appunto il giallo e il rosso e che sopravvivono oggi nello stemma capitolino) in segno di sottomissione alla Santa Sede.
La versione semplice della senyera è tornata in auge all'inizio del XX secolo come bandiera del nazionalismo catalano ed è stata adottata ufficialmente come bandiera della Comunità Autonoma di Catalogna durante la Seconda repubblica spagnola e fin dalla transizione verso la moderna Spagna democratica. In tale versione è anche la bandiera ufficiale del dipartimento francese dei Pirenei Orientali e figura persino nella bandiera della Provenza, in virtù dei risalenti legami storici con l'Aragona.

## Bandiera di Catalogna

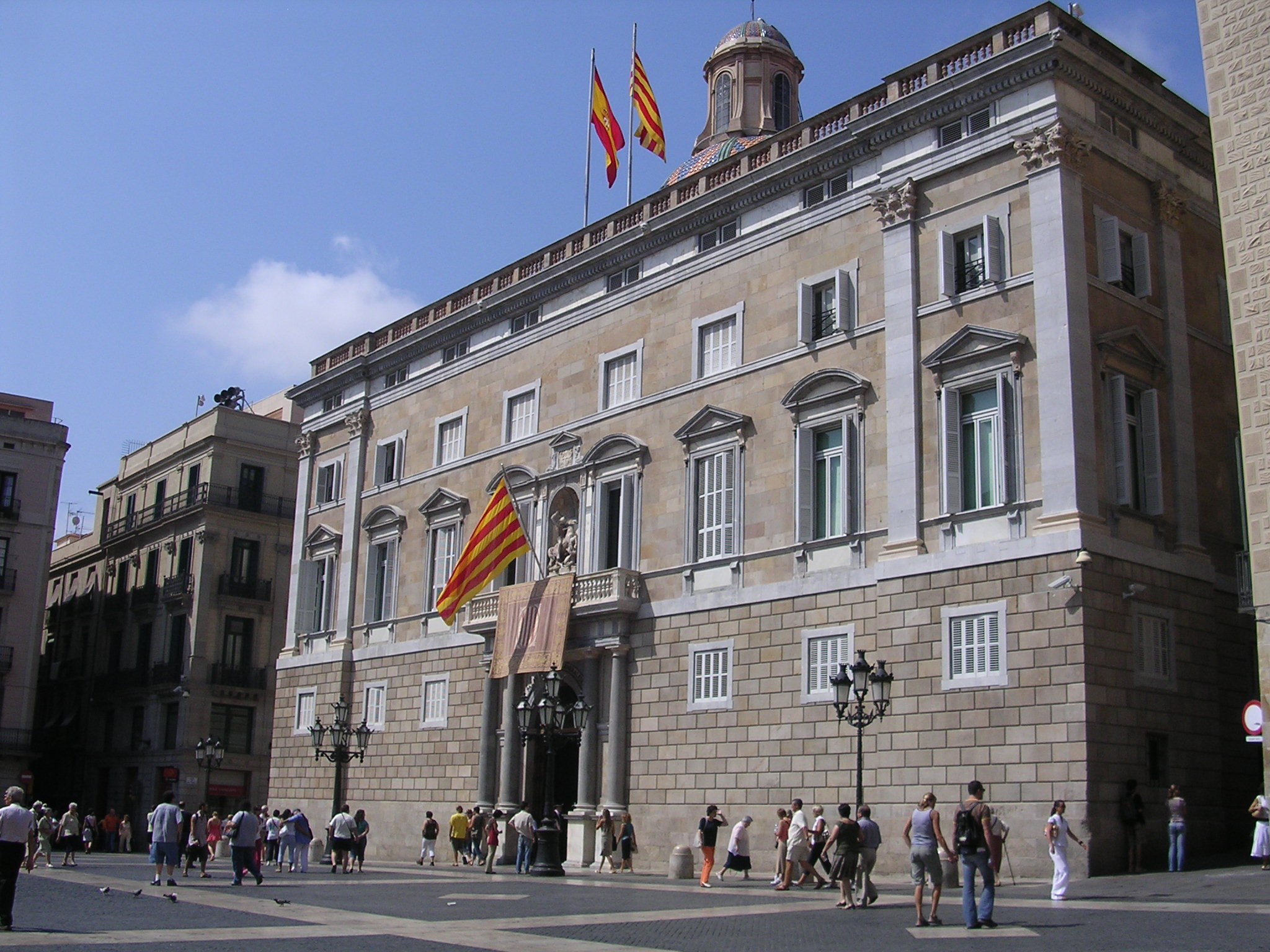
Il Palau de la Generalitat de Catalunya a Barcellona, sede del governo catalano, con la bandiera spagnola e due senyere

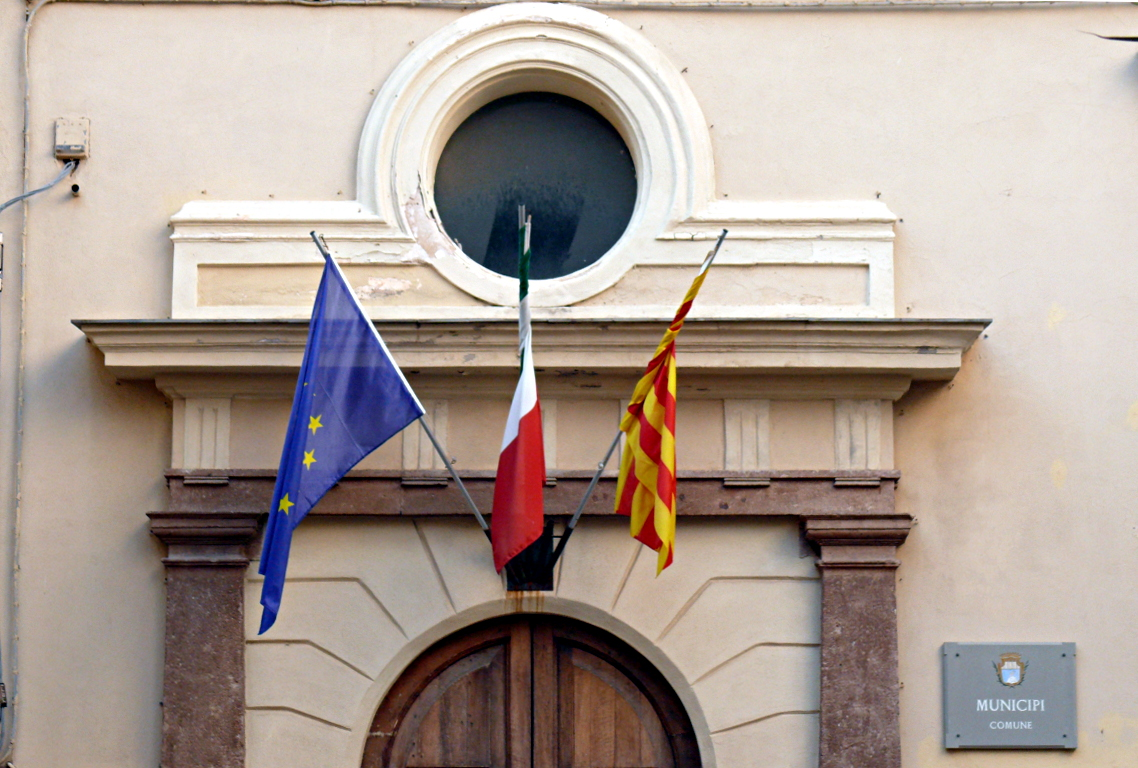
Il municipio di Alghero con le bandiere di Unione europea, Italia e Catalogna (adottata come bandiera cittadina).

La Catalogna ha adottato in toto l'antico stendardo della casa regnante d'Aragona-Barcellona, senza alcuna modifica, neppure minima, poiché era un principato di sovranità reale della Corona d'Aragona e, pertanto, veniva identificato con questo simbolo come fecero gli altri regni della Corona. La bandiera storica è la bandiera ufficiale della comunità dal 1933 e ha ricevuto il riconoscimento legislativo negli statuti di autonomia del 1979 e del 2006.
Dalla seconda metà del XIX secolo, il catalanismo ha utilizzato la bandiera come bandiera della Catalogna. Anche la città di Barcellona, che inizialmente utilizzava una croce di San Giorgio, era strettamente legata all'antica bandiera catalano-aragonese, tanto che oggi, per distinguere la città dalla stessa Catalogna, vi sono inserite sia la croce che il vessillo.

## Bandiere derivanti dallaSenyera
La Senyera è stata adottata da moltissime amministrazioni pubbliche spagnole e non solo, perfino italiane e francesi, solitamente che affondano radici storiche nell'antica Corona d'Aragona. Soprattutto le comunità autonome spagnole soggette un tempo alla Corona mantengono questo vessillo, al massimo alterato in qualche dettaglio.

### Bandiere territoriali

Bandiera catalana
Bandiera aragonese, una senyera semplice ma caricata dell'attuale stemma della comunità d'Aragona posto vicino al lato del pennone.
Bandiera balearica, senyera tradizionale con riquadro violetto con castello nel cantone, tipico richiamo delle Isole Baleari al Palazzo de l'Almudaina presso Palma di Maiorca.
Bandiera valenciana, sia della città che della comunità omonima, viene chiamata senyera coronada per la presenza sul lato del pennone d'una banda blu con motivi di una corona.

### Catalogna

Bandiera della Provincia di Barcellona
Bandiera di Barcellona
Bandiera di L'Hospitalet de Llobregat
Bandiera di Berga
Bandiera di Terrassa
Bandiera di Badalona
Bandiera di Manresa
Bandiera di Vic
Bandiera di Vilanova i la Geltrú
Bandiera della Provincia di Gerona
Bandiera di Gerona
Bandiera di Figueres
Bandiera della Provincia di Lleida
Bandiera di Balaguer
Bandiera di Tàrrega
Bandiera di Cervera
Bandiera di Tarragona
Bandiera di Amposta

### Comunità Valenciana

Bandiera di Benidorm
Bandiera di Buñol
Bandiera di Castellón de la Plana
Bandiera di Elche
Bandiera di Jijona
Bandiera di Sagunto
Bandiera di Sant Mateu
Bandiera di Villajoyosa

### Isole Baleari

Bandiera di Maiorca
Bandiera di Minorca
Bandiera di Ibiza
Bandiera di Formentera

### Francia

Bandiera della Linguadoca-Rossiglione (ex regione francese)
Bandiera della Provenza (regione storica francese)
Bandiera della Provenza-Alpi-Costa Azzurra (regione francese)
Bandiera del Rossiglione (regione storica francese)

### Bandiere storiche

Bandiera della Corona d'Aragona
Il Penó de la Conquesta di Valencia.
Bandiera del Regno di Sicilia
Bandiera del Regno di Napoli (1442–1501)
Bandiera della Comunità Valenciana (1979-1980)

### Bandiere politiche

Estelada blava (blu) degli indipendentisti catalani
Estelada vermella (rossa) degli indipendentisti socialisti catalani
Estelada dei nazionalisti valenciani
Estrelada aragonesa (bandiera dei nazionalisti aragonesi)
Bandiera degli indipendentisti siciliani
Bandiera della Sardegna costituita dalla fusione dei due simboli successivi del Regno di Sardegna: quattro pali e quattro mori.[2]